# Чироке, Уильям
Уильям Медардо Чироке Тавара (исп. Willian Chiroque Távara; родился 10 марта 1980 года в Сульяне, Перу) — перуанский футболист, полузащитник. Выступал за сборную Перу.

## Клубная карьера
В детстве занимался в команде «Атлетико Грау» из Пьюры, где привлёк к себе внимание более сильных команд, в частности, футбольной академии клуба «Альянса Атлетико». В 1999 году он дебютировал в перуанской Примере. В Клаусуры 2003 года он стал лучшим бомбардиром команды. За «Атлетико» он провел 148 матчей и забил 22 мяча.
В 2005 году он перешёл в «Спортинг Кристал» в составе которого выиграл чемпионат в своем пером сезоне. На вторую половину сезона Уильям вернулся в «Атлетико». Следующий сезон Чироке провел в «Сьенсиано», после чего в 2009 году перешёл в «Хуан Аурич». 15 февраля в матче против «Тотал Чалако» он дебютировал за новую команду, выйдя на поле в основном составе. 15 марта в матче против «КНИ» Чироке забил свой первый мяч и принес победу своему клубу. В 2011 году Уильям во второй раз стал чемпионом страны. Всего за четыре сезона в составе Хуан Аурич он принял участие в 133 матчах и забил 12 голов.
В начале 2013 года Чироке вернулся в «Спортинг Кристал». 10 февраля в матче против Универсидад Сан-Мартин он дебютировал за команду.

## Международная карьера
28 апреля 2004 года в товарищеском матче против сборной Чили Чироке дебютировал в сборной Перу. В 2011 году Уильям попал в заявку национальной команды на поездку в Аргентину на Кубок Америки. На турнире он принял участие во всех пяти матчах команды и забил гол в поединке против сборной Венесуэлы. По окончании соревнования Чироке в составе сборной стал бронзовым призёром соревнований.

### Голы за сборную Перу
| #   | Дата         | Место               | Противник | Результат | Соревнование                  |
| --- | ------------ | ------------------- | --------- | --------- | ----------------------------- |
| 01. | 23 июля 2011 | Ла-Плата, Аргентина | Венесуэла | 4:1       | Кубок Америки по футболу 2011 |

## Достижения
«Спортинг Кристал»
- Чемпион Перу: 2005

«Хуан Аурич»
- Чемпион Перу: 2011

Сборная Перу
- Бронзовый призёр Кубка Америки: 2011